# Onni Suhonen
Onni Suhonen, född 5 februari 1903 i Fredrikshamn, död 14 mars 1987 i Helsingfors, var en finländsk violinist och musikpedagog. 
Efter studier i Viborg, Budapest och Paris verkade Suhonen 1929–1939 som lärare vid Viborgs musikinstitut och från 1943 vid Sibelius-Akademin, där han var lektor 1950–1972. Han var 1943–1966 medlem av Helsingfors stadsorkester och framträdde även som solist både i Finland och utomlands. Han tilldelades professors titel 1972. 
Suhonenkvartetten bildades 1964 av Okko Kamu, Ari Angervo, Ylermi Poijärvi och Risto Fredriksson, och uppträdde med stor framgång även utomlands.